# 湖南大学校长列表
本表列出湖南大学历任校长。

## 歷任校長[1]
| 時期                 | 任次 | 校長   | 任期                                            | 身分             | 備注                                     |
| 時務學堂             | –    | 王先謙 | 光緒22年（1896年）12月                          | 創辦人           | 呈請時任湖南巡撫陳寶箴設立學堂           |
| 時務學堂             | 1    | 熊希齡 | 光緒23年（1897年）09月 — 光緒24年（1898年）10月 | 總理             | 戊戌變法失敗後停辦                       |
| 求實書院             | 1    | 汪貽書 | 光緒25年（1899年）02月 — 光緒24年（1901年）10月 | 總理             | 以實務學堂為基礎成立求實書院             |
| 求實大學堂           | 1    | 杜本崇 | 光緒27年（1901年）10月 — 光緒28年（1902年）03月 | 總理             |                                          |
| 湖南省城大學堂       | 1    | 杜本崇 | 光緒28年（1902年）03月 — 光緒29年（1903年）02月 | 總理             |                                          |
| 湖南高等學堂         | 1    | 陳慶年 | 光緒29年（1903年）02月 — 光緒33年（1907年）02月 | 監督             | 嶽麓書院併入湖南高等學堂                 |
| 湖南高等學堂         | 2    | 曾 熙  | 光緒33年（1907年）02月 — 宣統01年（1909年）09月 | 監督             |                                          |
| 湖南高等學堂         | 3    | 趙啟霖 | 宣統01年（1909年）09月 — 宣統02年（1910年）09月 | 監督             |                                          |
| 湖南高等學堂         | 4    | 黎承禮 | 宣統02年（1910年）09月 — 宣統03年（1911年）09月 | 監督             |                                          |
| 湖南高等學堂         | 5    | 程頌萬 | 宣統03年（1911年）09月 — 民國01年（1912年）02月 | 監督             | 湖南高等學堂辛亥革命勝利後停辦           |
| 湖南高等師範學校     | 1    | 鳳高翥 | 民國01年（1912年）02月 — 民國03年（1914年）09月 | 校長             | 湖南高等師範學校遷入嶽麓書院             |
| 湖南高等師範學校     | 2    | 符定一 | 民國03年（1914年）09月 — 民國04年（1915年）09月 | 校長             |                                          |
| 湖南高等師範學校     | 3    | 吳嘉瑞 | 民國04年（1915年）09月 — 民國06年（1917年）09月 | 校長             | 湖南高等師範學校併入國立武昌高等師範學校 |
| 湖南公立工業專門學校 | 1    | 賓步程 | 民國06年（1917年）09月 — 民國12年（1923年）09月 | 校長             | 湖南公立工業專門學校遷入嶽麓書院         |
| 湖南公立工業專門學校 | 2    | 楊茂傑 | 民國12年（1923年）09月 — 民國15年（1926年）09月 | 校長             | 與湖南公立法政專門學校、商業專門學校合併 |
| 湖南省立湖南大學     | –    | 趙恆惕 | 民國12年（1923年）05月                          | 創辦人           | 依據《湖南省憲法》組建湖南省立湖南大學   |
| 湖南省立湖南大學     | 1    | 李待琛 | 民國15年（1926年）02月 — 民國15年（1926年）07月 | 行政委員會委員長 |                                          |
| 湖南省立湖南大學     | 2    | 雷鑄寰 | 民國15年（1926年）08月 — 民國16年（1927年）04月 | 校長             |                                          |
| 湖南省立湖南工科大學 | 1    | 劉天鐸 | 民國15年（1926年）04月 — 民國16年（1927年）06月 | 行政委員會委員   | 更名為湖南省立湖南工科大學               |
| 湖南省立湖南大學     | 3    | 任南凱 | 民國17年（1928年）04月 — 民國18年（1929年）07月 | 校長             | 湖南省立湖南大學復辦                     |
| 湖南省立湖南大學     | 4    | 胡元倓 | 民國18年（1929年）07月 — 民國19年（1930年）08月 | 校長             |                                          |
| 湖南省立湖南大學     | 5    | 楊卓新 | 民國19年（1930年）08月 — 民國20年（1931年）03月 | 代理校長         |                                          |
| 湖南省立湖南大學     | 6    | 曹典球 | 民國20年（1931年）03月 — 民國21年（1932年）10月 | 校長             |                                          |
| 湖南省立湖南大學     | 7    | 胡庶華 | 民國21年（1932年）10月 — 民國24年（1935年）12月 | 校長             |                                          |
| 湖南省立湖南大學     | 8    | 黃士衡 | 民國25年（1936年）01月 — 民國26年（1937年）02月 | 校長             | 學校升格為國立大學                       |
| 國立湖南大學         | 9    | 皮宗石 | 民國26年（1937年）02月 — 民國29年（1940年）09月 | 校長             | 因應抗日戰爭局勢遷往湖南省辰谿縣辦學     |
| 國立湖南大學         | 10   | 胡庶華 | 民國29年（1940年）09月 — 民國32年（1943年）08月 | 校長             |                                          |
| 國立湖南大學         | 11   | 李毓堯 | 民國32年（1943年）08月 — 民國33年（1944年）08月 | 校長             |                                          |
| 國立湖南大學         | 12   | 胡庶華 | 民國34年（1945年）02月 — 民國38年（1949年）06月 | 校長             | 抗日戰爭勝利後返回湖南省長沙市辦學       |
| 國立湖南大學         | 13   | 易鼎新 | 民國38年（1949年）06月 — 民國38年（1949年）12月 | 代理校長         | 淪陷後由中國共產黨當局接管               |
| 湖南大學             | 1    | 李 達  | 1949年12月 — 1953年01月                         | 校長             | 更名為湖南大學                           |
| 湖南大學             | 2    | 朱 凡  | 1953年04月 — 1953年10月                         | 校長             |                                          |
| 中南土木建築學院     | 1    | 柳士英 | 1953年10月 — 1958年08月                         | 院長             | 因院系調整撤銷成立中南土木建築學院       |
| 湖南工學院           | 1    | 柳士英 | 1958年08月 — 1959年08月                         | 院長             | 更名為湖南工學院                         |
| 湖南大學             | 3    | 朱 凡  | 1959年08月 — 1968年09月                         | 校長             | 湖南大學復辦                             |
| 湖南大學             | 4    | 張 健  | 1970年05月 — 1981年03月                         | 校長             |                                          |
| 湖南大學             | 5    | 朱 凡  | 1981年03月 — 1982年06月                         | 校長             |                                          |
| 湖南大學             | 6    | 成文山 | 1982年06月 — 1987年12月                         | 校長             |                                          |
| 湖南大學             | 7    | 翁祖澤 | 1987年12月 — 1993年08月                         | 校長             |                                          |
| 湖南大學             | 8    | 俞汝勤 | 1993年08月 — 1999年05月                         | 校長             | 入選「211工程」與「985工程」重點建設高校 |
| 湖南大學             | 9    | 王柯敏 | 1999年05月 — 2003年04月                         | 校長             |                                          |
| 湖南大學             | 10   | 谷士文 | 2003年04月 — 2005年07月                         | 校長             |                                          |
| 湖南大學             | 11   | 鍾志華 | 2005年07月 — 2011年09月                         | 校長             |                                          |
| 湖南大學             | 12   | 趙躍宇 | 2011年09月 — 2016年01月                         | 校長             |                                          |
| 湖南大學             | 13   | 段獻忠 | 2016年01月 — 迄今                               | 校長             | 入選「世界一流大學建設」高校             |